# Rørvik Lufthavn
Rørvik Lufthavn, (tidl. Rørvik Lufthavn, Ryum) (IATA: RVK, ICAO: ENRM) er en regional lufthavn 5 km sydøst for Rørvik, Vikna Kommune i Trøndelag, Norge. I 2009 ekspederede den 35.377 passagerer og 2.718 flybevægelser.
Lufthavnen er ejet og drevet af det statslige selskab Avinor.

## Flyselskaber og destinationer
Widerøe er eneste flyselskab der betjener Rørvik Lufthavn. De flyver til en række små byer og har transit til Trondheim med Dash 8 fly, på offentlige tilskud fra Samferdselsdepartementet.
| Flyselskaber | Destinationer                             |
| ------------ | ----------------------------------------- |
| Widerøe      | Brønnøysund, Mo i Rana, Namsos, Trondheim |